# 马蒂努斯
马蒂努斯（罗马化：Martínos）或马林努斯（希臘語：Μαρίνος，罗马化：Marínos；可能死于641年）在约639年至641年期间担任拜占庭帝国恺撒。马蒂努斯是皇帝伊拉克略与外甥女兼第二任妻子皇后玛蒂娜第五子。638年至640年期间某时间点，马蒂努斯被父亲提升为恺撒，这是个使他拥有皇位继承权的次级皇帝头衔。
伊拉克略于641年2月11日去世，将拜占庭帝国留给马蒂努斯的同父异母哥哥伊拉克略·君士坦丁和他同父同母哥哥伊拉克洛纳斯；伊拉克略·君士坦丁不久后死于结核病，不过他的一些支持者声称是玛蒂娜毒死的他。其中支持者瓦伦提乌斯率军前往与帝国首都君士坦丁堡隔博斯普鲁斯海峡相望的迦克墩，目的是迫使玛蒂娜立伊拉克略·君士坦丁之子君士坦斯二世为共治皇帝。瓦伦提乌斯占领君士坦丁堡，在641年9月或10月迫使玛蒂娜立君士坦斯二世为皇帝，然后废黜玛蒂娜、伊拉克洛纳斯和马蒂努斯。马蒂努斯遭到身体残害，流放至罗德岛，不久后便死去，可能是在受刑期间或受刑后不久就离世。

## 生平

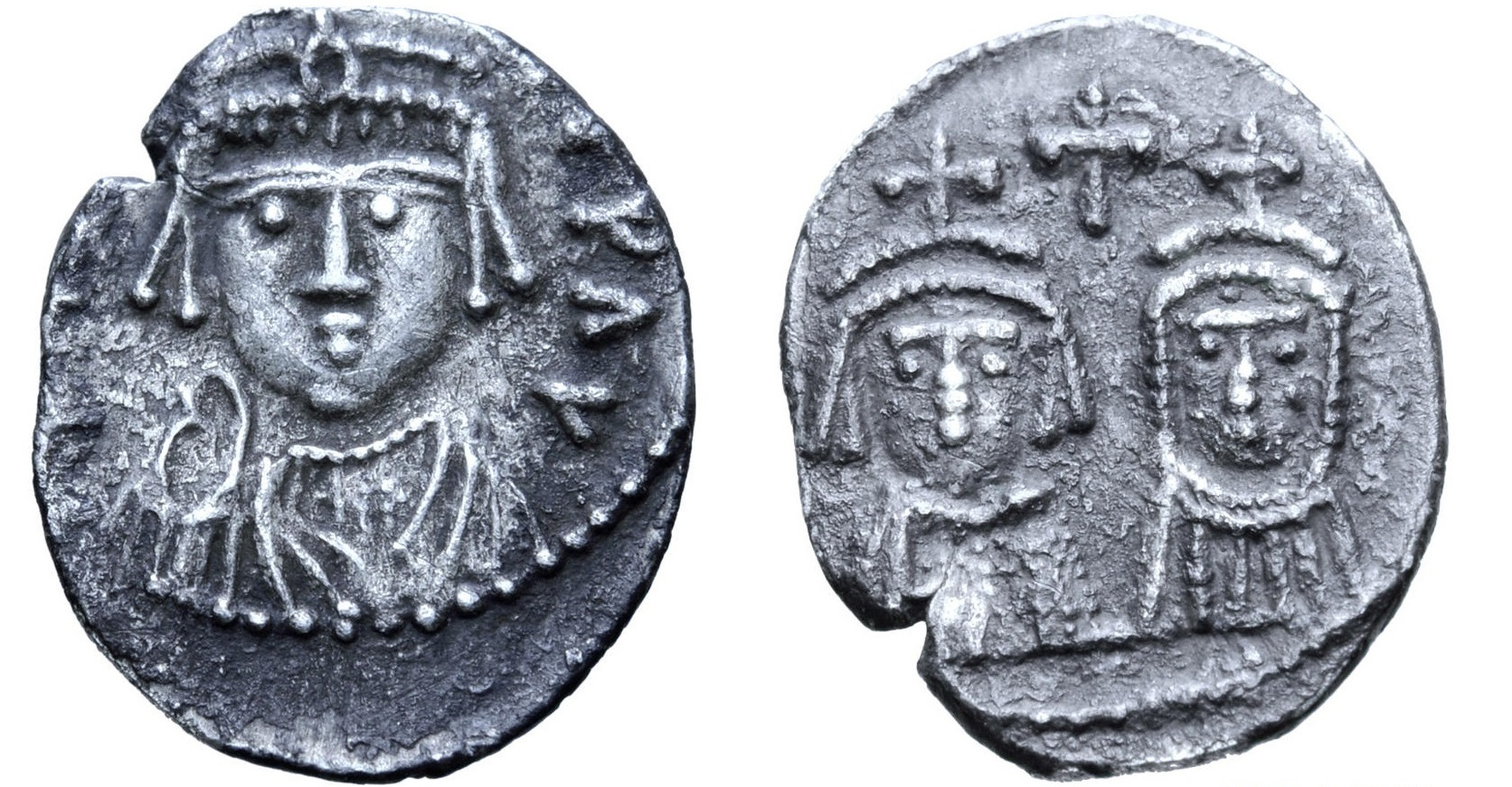
616年钱币，上面铸有马蒂努斯的父亲伊拉克略、同父异母哥哥伊拉克略·君士坦丁以及母亲玛蒂娜的形象

马蒂努斯由罗马皇帝伊拉克略与自己外甥女兼第二任妻子皇后玛蒂娜所生，具体出生日期不详；他很可能以母亲名字命名。伊拉克略在610年登上皇位之前，曾与法比亚·欧多基娅结婚，二人育有一女欧多西娅·埃皮法尼娅、一子伊拉克略·君士坦丁。法比亚·欧多基娅于612年死后，为进一步确保皇位传承，伊拉克略再婚，于613年或更有可能是623年与自己外甥女玛蒂娜结婚。尽管这场婚姻极不受欢迎，还触怒神职人员，但二人育有众多子女。关于玛蒂娜为伊拉克略所生子女的数量和先后顺序并不确定，有资料估计是九个、十个或十一个孩子。伊拉克略与玛蒂娜所育前两个儿子身有残疾，因而无法继承皇位，但伊拉克洛纳斯于626年健康出生，大卫·提比略于630年出生，马蒂努斯则在更晚些时候出生。伊拉克略·君士坦丁在613年（9个月大时）被立为共治皇帝，伊拉克洛纳斯则在626年（12岁时）被立为共治皇帝。
马蒂努斯在伊拉克略在位期间获赐尊贵者这一高阶宫廷头衔，他兄长大卫于638年7月4日被晋升为凯撒（使他拥有皇位继承权的次级皇帝头衔）。据拜占庭历史学家尼基弗鲁斯·格里高拉斯记载，马蒂努斯也在同一天受封为恺撒，但后来的历史学家君士坦丁七世只提及提比略。一份部分保存下来的、编号为“SB VI 8986”的纸莎草书信以及另一份编号为“CPR XXIII 35”的纸莎草文献表明，马蒂努斯肯定在639年至640年期间某时间点获晋升为恺撒，不过确切日期存在争议：修复“SB VI 8986”的德国纸莎草文献学家弗里茨·米特霍夫以及研究拜占庭帝国的历史学家尼古拉·戈尼斯认为时间范围在639年10月至640年9月之间，而研究拜占庭帝国的学者康斯坦丁·祖克曼则主张时间范围是在639年1月4日至11月8日之间。
据7世纪历史学家尼基乌的约翰记载，马蒂努斯和兄长大卫参与过将君士坦丁堡普世牧首皮尔胡斯（638年—641年在位）放逐到阿非利加总督区的行动。然而，当时两位皇子年纪尚小，不太可能在放逐一事中扮演积极角色，而且尼基乌的约翰的记载自相矛盾，从中无法得出可靠结论。

### 伊拉克略·君士坦丁与伊拉克洛纳斯统治时期

650年的拜占庭帝国地图，此前埃及及其他领土已因穆斯林征服而丧失

伊拉克略于641年2月11日死时，在遗嘱中声明伊拉克略·君士坦丁（时年28岁）和伊拉克洛纳斯（时年15岁）将平等共治帝国，但应将玛蒂娜视为母亲和皇后。拜占庭元老院接受伊拉克略·君士坦丁和伊拉克洛纳斯为共治皇帝，但拒绝让玛蒂娜担任伊拉克洛纳斯的摄政。641年4月20日/24日或5月26日，伊拉克略·君士坦丁因结核病晚期去世。然而，伊拉克略·君士坦丁的一些支持者声称是玛蒂娜毒死的他，这样就只剩下她儿子伊拉克洛纳斯在她摄政下成为唯一统治者。641年8月，伊拉克略·君士坦丁生前忠于他的将军瓦伦提乌斯率军前往迦克墩，迫使玛蒂娜晋升伊拉克略·君士坦丁的儿子君士坦斯为共治皇帝。城中民众群情激愤，要求牧首皮尔胡斯为君士坦斯加冕为皇帝，然后卸去职务，由他的管家帕夫洛斯二世（641年—653年在位）接替普世牧首之职。此时已陷入绝境的玛蒂娜向军队进一步提供犒赏（为确保军队忠诚而给予的金钱礼物馈赠），试图与瓦伦提乌斯谈判，她从非洲召回对瓦伦提乌斯有影响力的上司费拉格里乌斯，授予瓦伦提乌斯宫廷侍卫长（极具影响力的职位，负责指挥皇帝禁卫军）头衔。

### 瓦伦提乌斯叛乱与马蒂努斯之死
9月下旬或10月，玛蒂娜晋升君士坦斯为共治皇帝，是为君士坦斯二世，但同时也将伊拉克洛纳斯的弟弟提比略晋升为与他们共同执政的皇帝。尽管做出这些让步，瓦伦提乌斯不久后还是进入君士坦丁堡，废黜伊拉克洛纳斯和玛蒂娜，然后将君士坦斯提升为唯一皇帝。尼基乌的约翰称，伊拉克洛纳斯、玛蒂娜、提比略、马蒂努斯遭“蛮横无礼的押送出去”。瓦伦提乌斯割掉马蒂努斯的鼻子，阉割他的阴茎，然后将他和家人流放到罗德岛，一直待到死。据一些史料记载，这些肉刑要么当即要了马蒂努斯的命，要么使他在受刑不久后便离世。

### 引用
1. 1 2 3  PmbZ，Martinos (#4774 /corr.).
2. ↑  Humphreys 2019，第35頁.
3. ↑  DIR Fabia.
4. 1 2 3  Humphreys 2019，第32–33頁.
5. ↑  Alexander 1977，第230頁.
6. ↑  Spatharakis 1976，第19頁.
7. ↑  Grumel 1958，第362頁.
8. 1 2 3  Gonis 2008，第199頁.
9. ↑  Kaegi 2003，第266頁.
10. ↑  Garland 2002，第256頁.
11. ↑  Gonis 2008，第199–202頁.
12. 1 2  Zuckerman 2010，第875頁.
13. ↑  PmbZ，David (#1241 /corr.).
14. ↑  Treadgold 1997，第307–310頁.
15. 1 2  PmbZ，Heraklonas (#2565/corr.).
16. 1 2  DIR Heraklonas.
17. ↑  Treadgold 1997，第308–309頁.
18. 1 2 3  Bellinger & Grierson 1992，第390頁.
19. 1 2 3  Treadgold 1997，第309頁.
20. ↑  Stratos 1968，第88頁.
21. ↑  Stratos 1968，第179頁.
22. ↑  Garland 2002，第68頁.
23. ↑  DIR Martina.
24. ↑  Garland 2002，第70頁.
25. ↑  Krsmanović 2017，第46頁.

### 书目
- Alexander, Suzanne Spain, , Speculum (Chicago), 1977, 52 (2): 217–237, JSTOR 2850511, S2CID 161886591, doi:10.2307/2850511
- Bellinger, Alfred Raymond; Grierson, Philip (编), , Washington, D.C.: Dumbarton Oaks, 1992, ISBN 978-0-88402-024-0
- Garland, Lynda, , De Imperatoribus Romanis, 2000a  [13 August 2019], （原始内容存档于12 August 2019）
- Garland, Lynda, , De Imperatoribus Romanis, 2000b  [20 November 2022], （原始内容存档于20 January 2022）
- Garland, Lynda, , London: Routledge, 2002, ISBN 978-1-134-75639-1, doi:10.4324/9780203024812
- Gonis, Nikolaos, , Zeitschrift für Papyrologie und Epigraphik, 2008, 166: 199–202, JSTOR 20476531
- Grumel, Venance,  [Treatise on Byzantine Studies. Volume 1, The chronology] 1, Paris: Presses universitaires de France, 1958  [2024-12-10], OCLC 4260118, （原始内容存档于2024-12-26） （French）
- Humphreys, Mike, , Tougher, Shaun  (编), , London: Routledge: 28–51, 2019, ISBN 978-0-429-59046-7, S2CID 159258626, doi:10.4324/9780429060984-3
- Kaegi, Walter E., , Cambridge: Cambridge University Press, 2003, ISBN 978-0-521-81459-1
- Krsmanović, Bojana, , Зборник радова Византолошког института, 2017, (54): 41–64, ISSN 0584-9888, doi:10.2298/ZRVI1754041K , hdl:21.15107/rcub_dais_7138
- Lilie, Ralph-Johannes; Ludwig, Claudia; Pratsch, Thomas; Zielke, Beate. . Berlin and Boston: De Gruyter. 2013 （德语）.
- Moore, R. Scott, , De Imperatoribus Romanis, 1996  [25 July 2019], （原始内容存档于25 July 2019）
- Spatharakis, Iohannis, , Leiden: Brill Archive, 1976, ISBN 978-90-04-04783-9
- Stratos, A. N., , Amsterdam: Hakkert, 1968, OCLC 271030914
- Treadgold, Warren, , Stanford: Stanford University Press, 1997, ISBN 978-0-8047-2630-6, doi:10.1515/9780804779371
- Zuckerman, Constantin, , Paris: Association des Amis du Centre D'Histoire et Civilisation de Byzance, 2010, ISBN 978-2-916716-28-2

## 一手史料
- 尼基乌的约翰《编年史》
- CPR XXIII 35
- 《礼仪书》
- SB VI 8986

| 統治者頭銜            | 統治者頭銜                          | 統治者頭銜            |
| --------------------- | ----------------------------------- | --------------------- |
| 前任者： 伊拉克洛纳斯 | 罗马帝国凯撒 约639年–641年9月或10月 | 繼任者： 君士坦斯二世 |